# إنسان جورجيا

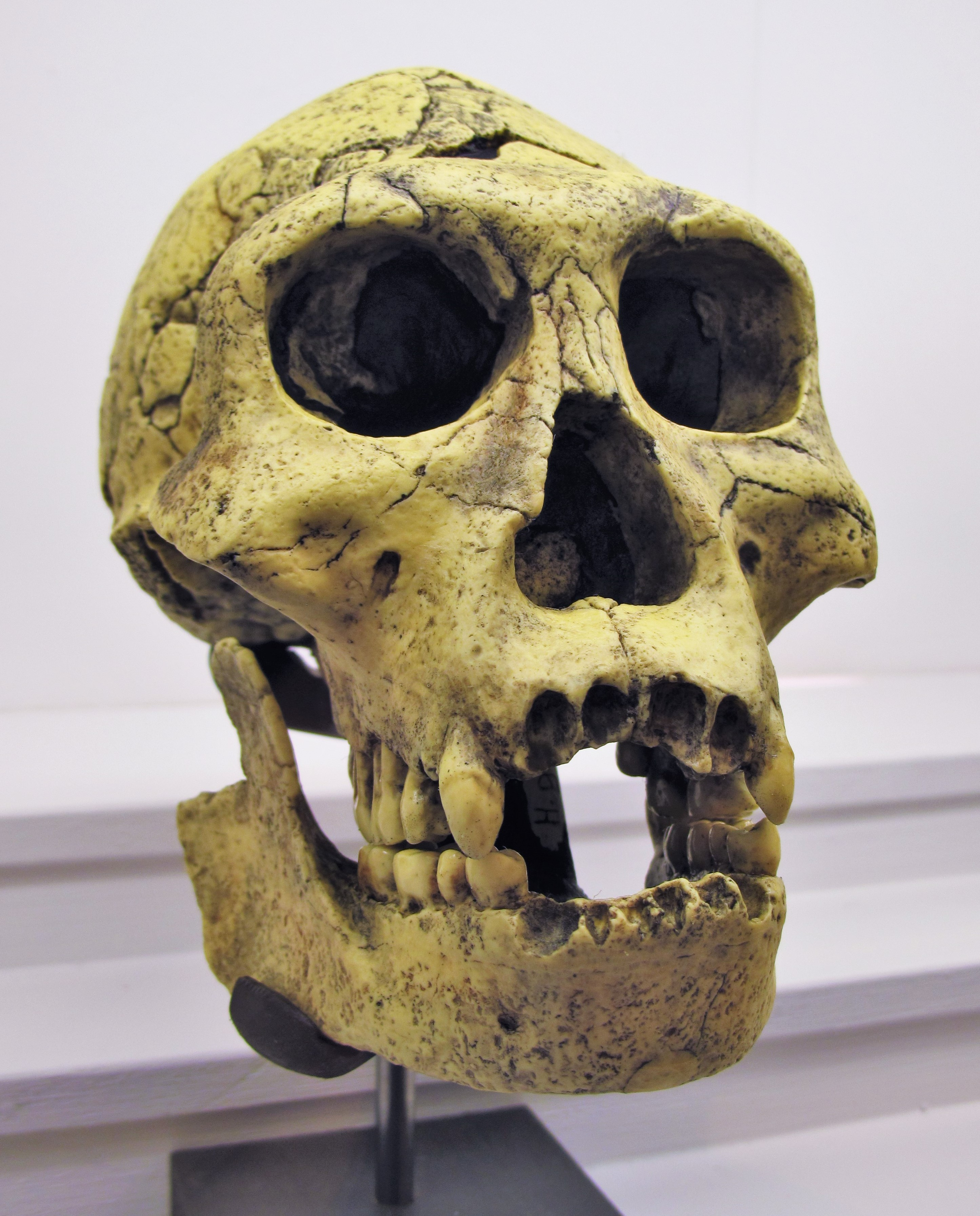

إنسان جورجيا (هومو جيورجيكوس)، يعتقد بأنه يقع ما بين الإنسان الماهر والإنسان المنتصب. عاش قبل 1.8 مليون سنة مضت، وقد عثر على أول أحافيره في جورجيا عام 1991م وبجوارها أدوات وعظام حيوانية.
وجد هيكله العظمي الأول في حالة جيدة، وقدر العلماء حجم دماغه بـ600 سم3، وهو أصغر حجم دماغ لإنسان (كجنس) يعثر عليه خارج أفريقية. قد يكون إنسان جورجيا أول أنسان يستوطن أوروبا قبل وصول الإنسان المنتصب بنحو 800 ألف سنة.
في وقت لاحق عثر على 4 هياكل أخرى تظهر أن إنسان جورجيا كان بدائياً في الجزء العلوي من الجسم ومتطورًا نسبيًا في أطرافه السفلى مما وفر له مزيدًا من حرية الحركة.